# Ястребна
Ястребна е обезлюдено село в Североизточна България. То се намира в община Ситово, област Силистра. Наблизо се намира варовиковото находище „Ястребна“. Селото няма постоянно население.

## География
Селото се намира в изключително красива местност. Близо до селото има кариера за добив на камъни.

## Население
През преброяването през 2011 г. в селото не са преброени хора. По настоящ адрес жителите на село Ястребна са 2 души (15 март 2024).

## История
В миналото там е имало много повече хора. Имало е и кооперация, която след обезлюдяването на селото престава да функционира.

## Други
Пчеларството е било сериозно застъпено в поминъка на малобройните му жители.